# Deutscher Mühlentag

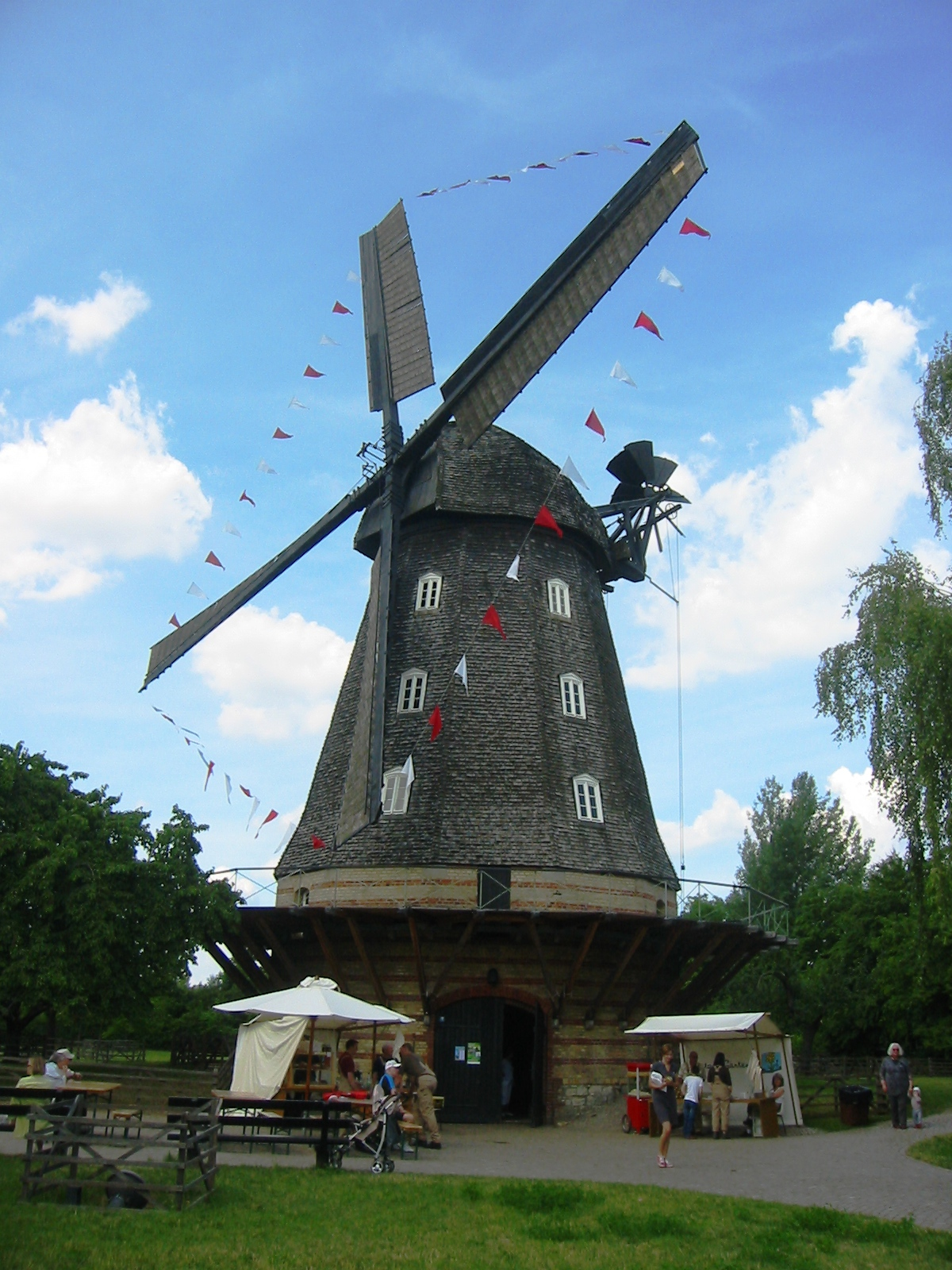
Britzer Mühle in Berlin-Britz am Deutschen Mühlentag, 2011

Der Deutsche Mühlentag ist ein Aktions- und Thementag rund um das Mühlen- und Müllereiwesen in Deutschland. Er wurde von der Deutschen Gesellschaft für Mühlenkunde und Mühlenerhaltung ins Leben gerufen und findet jährlich am Pfingstmontag statt.

## Ziele und Inhalte
Ziel des Deutschen Mühlentages ist es, zusammen mit dem Denkmalschutz die alte Kulturtechnik der Müllerei wieder in das Bewusstsein der Bevölkerung zurückzubringen und die Mühlen als technisches Denkmal zu begreifen und zu erhalten.
Hierfür sind am Mühlentag bundesweit über 1100 teilnehmende Wind- und Wassermühlen für Besichtigungen und Führungen geöffnet und als funktionierendes technisches Denkmal zu erleben. Ein buntes Rahmenprogramm ergänzt diese Aktivitäten.
Eröffnet wird der Deutsche Mühlentag an einer ausgewählten Mühle normalerweise mit einem Grußwort des Ministerpräsidenten des jeweiligen Bundeslandes. Viele Mühlen bieten auch bereits am Samstag und/oder Sonntag des Pfingstwochenendes vor dem eigentlichen Mühlentag ein Programm an.

## Geschichte
Die Idee zum Mühlentag soll sich Ansgar Vennemann, der die Windmühle Lechtingen betreut, in seiner Funktion als Sprecher des Arbeitskreises Mühlen im Osnabrücker Land in den Niederlanden abgeschaut haben. Am Pfingstmontag 1987 wurde der erste Mühlentag an der Windmühle Lechtingen begangen. Nach diesem Vorbild wurde 1990 zunächst der „Niedersächsische“ Mühlentag ins Leben gerufen; 1994 fand der erste „Deutsche“ Mühlentag statt. Auch der Kreismühlentag an der Westfälischen Mühlenstraße im Kreis Minden-Lübbecke, der alljährlich am letzten Sonntag im August begangen wird, gilt als Vorläufer des Deutschen Mühlentags.
Die Zahl der teilnehmenden Mühlen wuchs im Lauf der ersten Jahre stark an: Zur Jahrtausendwende waren es bereits etwa 1000 Mühlen bundesweit, im Jahr 2012 fast 1100. Die Zahl der Besucher geht in die Hunderttausende.
Eröffnungsfeiern zum Deutschen Mühlentag:
- 14. Deutscher Mühlentag: 28. Mai 2007, Herrnmühle in Heilbad Heiligenstadt in Thüringen[4]

- 15. Deutscher Mühlentag: 12. Mai 2008, Seemühle in Unterweissach in Baden-Württemberg[5]

- 16. Deutscher Mühlentag: 1. Juni 2009, Schrofmühle in Wegberg-Rickelrath in Nordrhein-Westfalen
- 17. Deutscher Mühlentag: 24. Mai 2010, Windmühle Logabirum in Leer-Logabirum in Niedersachsen
- 18. Deutscher Mühlentag: 13. Juni 2011, Obermühle in Borken-Kerstenhausen in Hessen
- 19. Deutscher Mühlentag: 28. Mai 2012, Bockwindmühle in Lossatal-Kühnitzsch in Sachsen
- 20. Deutscher Mühlentag: 20. Mai 2013, Windmühle Johanna in Hamburg-Wilhelmsburg in Hamburg
- 21. Deutscher Mühlentag: 9. Juni 2014, Fränkisches Freilandmuseum Fladungen in Bayern[6]
- 22. Deutscher Mühlentag: 25. Mai 2015, Mönchhof-Sägemühle in Waldachtal-Vesperweiler in Baden-Württemberg
- 23. Deutscher Mühlentag: 16. Mai 2016, Eisenmühle in Elstertrebnitz-Oderwitz in Sachsen
- 24. Deutscher Mühlentag: 5. Juni 2017, Bockwindmühle in Lumpzig in Thüringen
- 25. Deutscher Mühlentag: 21. Mai 2018, Windmühle Lechtingen in Wallenhorst bei Osnabrück in Niedersachsen
- 26. Deutscher Mühlentag: 10. Juni 2019, Wassermühle Otto in Abbenrode, Nordharz in Sachsen-Anhalt
- 27. Deutscher Mühlentag: 1. Juni 2020, abgesagt wegen der COVID-19-Pandemie in Deutschland (geplant: Windmühle Heimsen, Petershagen in Nordrhein-Westfalen)
- 28. Deutscher Mühlentag: 12. September 2021, wegen der COVID-19-Pandemie in Deutschland von dem ursprünglichen Termin am 24. Mai auf den Tag des offenen Denkmals verschoben, erstmalige Austragung an mehreren Standorten: der Windmühle in Heimsen, der Wassermühle in Döhren und der Windmühle in Seelenfeld in Nordrhein-Westfalen[7]
- 29. Deutscher Mühlentag: 6. Juni 2022, Schleifmühle Schwerin in Mecklenburg-Vorpommern
- 30. Deutscher Mühlentag: 29. Mai 2023, Mittelmühle und Bohrmühle Büren in Nordrhein-Westfalen[8]
- 31. Deutscher Mühlentag: 20. Mai 2024, Wassermühle mit Museum in Gollmitz in Brandenburg[9]
- 32. Deutscher Mühlentag: 9. Juni 2025, Bockwindmühle und Obermühle in Bad Düben in Sachsen[10]